# New York City Street Cleaning
New York City Street Cleaning è un cortometraggio muto del 1912. Non si conosce il nome del regista del film, un documentario prodotto dalla Edison sulla pulizia delle strade di Manhattan.

## Produzione
Il film fu prodotto dalla Edison Company.

## Distribuzione
Distribuito dalla General Film Company, il film - un cortometraggio di 125 metri - uscì nelle sale cinematografiche degli Stati Uniti il 24 febbraio 1912. Nelle proiezioni, veniva programmato con il sistema dello split reel, accorpato in un'unica bobina con un altro cortometraggio prodotto dalla Edison, la comica The Lost Kitten.